# El pelícano
El pelícano (Pelikanen) es una obra de teatro del dramaturgo sueco August Strindberg, finalizada el 19 de junio de 1907 y estrenada en Estocolmo en noviembre de ese mismo año.

## Argumento
La acción se desarrolla en una ciudad de tamaño medio de la Suecia de finales del siglo XIX y se centra en las relaciones personales que se mantienen entre los miembros de una familia, en la que el Padre acaba de fallecer. No se oculta que la muerte está muy relacionada con el sufrimiento que le causaban el desprecio y desconsideración que le profesaba su ya viuda. La Madre es una mujer posesiva y egoísta que acosa y desprecia a Frederik, el hijo, impone a su hija Gerda el matrimonio con el joven yerno, 'Axel, y descuida la vivienda, en manos de una sirviente holgazana: Margaret.

## Representaciones en español
- Ateneo de Madrid, febrero de 1968.
  - Intérpretes: Anna Farra, Lola Gaos, Anastasio Alemán.

- Televisión. TVE, Estudio 1, 9 de octubre de 1981. 
  - Dirección: Francisco Abad.
  - Intérpretes: Irene Gutiérrez Caba (La Madre), Tina Sáinz (Gerda), Manuel Galiana (Frederik), Emilio Gutiérrez Caba (Axel), Paloma Pagés (Margaret).

- Teatro Benavente, Madrid, 24 de octubre de 1981.
  - Dirección: Joaquín Vida.
  - Intérpretes: Charo Soriano, Miguel Arribas, Jeannine Mestre, José María Barbero, Alicia Agut.